# Elburzia
Elburzia là chi thực vật có hoa trong họ Cải.